# Inca (Mallorca)
Inca és una ciutat i municipi de Mallorca, situat a la zona centre-nord de l'illa, a la comunitat autònoma de les Illes Balears. Limita amb els termes municipals de Selva, Búger, sa Pobla, Llubí, Sineu, Costitx, Sencelles, Binissalem i Lloseta. Forma part de la comarca del Raiguer, de la qual és la capital i seu del partit judicial comarcal

Amb uns 35.654 habitants, és la tercera ciutat més poblada de Mallorca, després de Palma i Manacor. El 13 de març de 1900, la regent Maria Cristina li atorgà el títol oficial de ciutat en reconeixement del seu creixement demogràfic, agrícola, industrial i comercial.
| « | Volent donar una prova de la Meva Reial estima per la vila d'Inca, de la província de Balears, per l'augment de la seva població, creixent desenvolupament de la seva agricultura, indústria i comerç, i constant adhesió a la monarquia; En nom del Meu August Fill el Rei D. Alfons XIII, i com a Reina Regent del Regne, vinc a concedir-li el títol de Ciutat. Donat a Palau a tretze de Març de mil nou-cents. Maria Cristina. | » |

El nucli de població principal conté diverses àrees amb denominació pròpia: el Blanquer, el Cós, Crist Rei, Crist Rei Nou, Can Blancos, Can López, la Gran Via, els Molins, el Rafal Garcés, Sant Domingo, Sant Francesc, Santa Maria Major i el Serral. Fora de la ciutat es troben l'Ermita i el polígonal industrial de Can Matzarí.
Inca també destaca pel seu Dijous Bo, un mercat i fira anual de gran renom que atrau visitants de tota l'illa. El vespre anterior es duen a terme moltes activitats culturals, concerts i altres esdeveniments festius. És tan gran l'acceptació d'aquests actes que la revetla del Dijous Bo ja es coneix popularment com el Dimecres Bo.

## Etimologia
L'etimologia del nom Inca és incerta, però l'opció més versemblant és que sigui d'origen pre-romà. Quadrado ja suggeria que no se'n coneix ni l'edat ni la llengua d'origen, i aquesta hipòtesi és compartida per altres autors.
S'han descartat etimologies àrabs, com la proposada per Alcover basada en un suposat mot àrab hinka, ja que aquest no existeix en cap font coneguda. També es menciona que en els textos àrabs del Llibre del repartiment apareix sempre com lnkan, cosa que suggereix un adjectiu, però hi ha dubtes sobre la seva formació i accentuació.
Una altra possibilitat és que derivi de Gebelincan, on gebel significaria 'muntanya' en àrab, i la segona part podria derivar d'un mot com kan (possiblement relacionat amb hânut, 'tenda, obrador, caseta'). Aquest topònim podria haver fet referència al Puig d'Inca i posteriorment donat nom a la vila.
També s'ha considerat una connexió amb la barriada de S'Avencà, propera al Puig d'Inca, ja que podria derivar d'una forma medieval Abincan. Aquest terme podria haver estat reinterpretat pels parlants àrabs com lnkan.

## Població
| Entitat de població | Habitants (2024) |
| Inca                | 35.396           |
| Font: INE           |                  |

La població de dret d'Inca ha experimentat un creixement significatiu des del segle xix fins a l'actualitat. El 1842 comptava amb 4.518 habitants, i a finals del  segle xix i principis del xx es mantingué al voltant dels 7.000-10.000 habitants. A mitjan segle xx, va augmentar considerablement, arribant als 14.239 habitants el 1940 i als 20.747 el 1981. Aquest creixement es va mantenir fins al segle xxi, amb 30.359 habitants el 2011 i 33.719 el 2021, consolidant Inca com un dels municipis més poblats de Mallorca.
Els llinatges mallorquins més comuns d'Inca són Martorell, Seguí, Coll, Perelló, Ferrer i Ramis; els més habituals, sense tenir en compte l'origen, són Garcia, Martínez, Sánchez, Fernández i Rodríguez.

## Història
El municipi d'Inca té una llarga trajectòria històrica, amb presència humana des de la prehistòria. Durant l'època talaiòtica (ca. 2000 aC – 123 aC), es van establir diversos assentaments, dels quals encara es conserven restes com els talaiots de Son Sastre i el puig d'Inca. En temps dels romans, després de la conquesta de Quint Cecili Metel (123 aC), hi existí un petit nucli rural, evidenciat per restes arqueològiques.
Durant el període islàmic (902-1229), Inca, anomenada Inkan, era el centre d'un dels districtes administratius de Mallorca. Segons el Llibre dels fets de Jaume I, era una de les alqueries més importants de l'illa, amb mercat, mesquita i molins d'aigua. Amb la conquesta catalana (1229-1231), passà a formar part de la Corona d'Aragó, transformant-se en parròquia sota el nom de Santa Maria d'Inca. Les terres foren repartides entre nobles catalans, ordes militars i alguns jueus col·laboradors de la conquesta.
Entre els segles xiii i xvi, Inca va créixer progressivament, amb l'expansió de gremis artesanals, com els de teixidors de lli i sabaters. Durant aquest període es construïren edificis destacats com l'església de Santa Maria Major, el convent de Sant Francesc i l'ermita de Santa Magdalena. Tot i l'expansió, també patí crisis com l'assalt al call jueu el 1391, la Revolta Forana el 1450, la Germania de 1521 i una epidèmia de pesta el 1652, que reduí la població fins al 70%.
Al segle xix, Inca inicià la seva modernització, impulsada pel creixement de la indústria del calçat i la millora de les comunicacions, amb la inauguració del ferrocarril Palma-Inca el 1875. La població augmentà considerablement i la ciutat també experimentà avenços urbanístics i culturals. El 1900 va rebre el títol de ciutat per la seva evolució econòmica.
El segle xx veié l'expansió de la indústria sabatera, especialment durant la Primera Guerra Mundial. Tot i no ser escenari de combats durant la Guerra Civil, la ciutat patí repressió política amb fets com l'afusellament del seu batle Antoni Mateu. Durant el franquisme, la indústria del calçat es consolidà però a partir de la dècada de 1980, el sector del calçat entrà en declivi per la crisi econòmica i la competència internacional. Tot i la reducció dràstica del nombre d’empreses del sector, algunes marques emblemàtiques com Camper, Lottusse i Carmina es van mantenir i internacionalitzar.

## Geografia
Inca se situa aproximadament al centre de Mallorca, en una plana interior a mig camí entre la serra de Tramuntana (al nord-oest) i el Pla de Mallorca (al sud-est). El terme municipal té una extensió de 58,4 km² i una altitud mitjana d'uns 120 metres sobre el nivell del mar.
El territori d'Inca s'assenta en una depressió geològica coneguda com la cubeta d’Inca, un semigraben format per moviments tectònics durant el periode Serraval·lià del Miocè superior associats a la falla de Sencelles. Aquesta conca sedimentària assoleix fins a 1.500 metres de gruix de materials dipositats i configura la morfologia suau de la comarca.
Hidrològicament, el terme està travessat pel torrent de Can Tabou, que pertany a la conca del torrent de Muro i drena les aigües pluvials de la zona.
El clima d’Inca és mediterrani subhumit, amb hiverns moderadament suaus i estius calorosos. La temperatura mitjana anual és d’uns 17,7 °C, amb mitjanes al gener al voltant de 10-11 °C i al juliol-agost de 26-27 °C. Les precipitacions anuals se situen entre 600 i 800 mm segons la zona, amb màxims a la tardor i mínims a l'estiu.

## Economia
Tradicionalment, l'economia inquera combinava l'agricultura de secà amb la indústria artesanal. Durant segles, els camps d'Inca es dedicaren al conreu de cereals, vinya i olivera; al segle xix, molts vinyes es reconvertiren en ametllerars i fruiterars, i s’introduïren més zones de regadiu per diversificar la producció agrària. A més, la ciutat és seu d'indústries alimentàries destacades, com la fàbrica de galetes Quely –fundada a Inca el 1853–, coneguda per les seves galletes d’Inca, unes galetes seques típiques de Mallorca.
Paral·lelament, la vila desenvolupà una important activitat manufacturera. A partir del segle xix quan la indústria del calçat prengué un gran impuls. Inca esdevingué el principal centre sabater de Mallorca, amb centenars de tallers i fàbriques familiars produint sabates, botes i marroquineria. Durant el segle xx, marques inqueres com Camper (fundada el 1975), Lottusse (1877), Yanko, Barrats, Carmina o Farrutx varen adquirir renom més enllà de l'illa i comercialitzaren els seus productes a nivell nacional i internacional. Aquesta tradició industrial és la que ha valgut a Inca el sobrenom de ciutat de la pell. A finals del segle xx, la competència global va afeblir la indústria sabatera d'Inca, impulsant el creixement del sector serveis. Tot i així, la ciutat encara conserva algunes fàbriques de sabates i pell de primer nivell.

## Infraestructures i transport
Inca, situada al centre de Mallorca, ha estat històricament un important nus de comunicacions. Actualment, compta amb una bona xarxa viària, destacant l'autopista Ma-13, que la connecta amb Palma i Alcúdia. A més, diverses carreteres secundàries la uneixen amb els municipis veïns.
En transport públic, Inca disposa d'una estació de ferrocarril integrada a la xarxa de Serveis Ferroviaris de Mallorca (SFM). La línia de tren en servei conecta Palma amb Inca i continua bifurcant-se cap a les estacions terminals de sa Pobla (al nord-est) i Manacor (a l'est). El trajecte ferroviari fins a Palma dura uns 30 minuts. L'estació d'Inca és una de les principals de l'illa (després de l'estació Intermodal de Palma), tant per volum de passatgers com per connexions disponibles. Adjacent a l'estació de tren hi ha l'estació d'autobusos interurbans, des d'on operen diverses línies de bus del sistema TIB (Transports de les Illes Balears) que enllacen Inca amb nombroses poblacions de la comarca i de la resta de Mallorca.
Quant a infraestructures sanitàries i educatives, Inca és seu de l'Hospital Comarcal d'Inca, un hospital general inaugurat l’any 2007 per atendre la població del Raiguer i àrees properes. Aquest centre sanitari, fruit del pla d'infraestructures del Govern Balear 2004-2010, compta amb uns 165 llits i dóna servei a aproximadament 128.000 persones de la comarca d'Inca i rodalia, evitant el desplaçament de molts pacients fins als hospitals de Palma. L'hospital disposa d’urgències 24 hores, unitats de cirurgia, hospitalització, diagnòstic per imatge, laboratori i especialitats mèdiques, oferint una atenció propera als habitants de la zona. Inca també acull diversos centres educatius de secundària i formació professional (instituts públics i col·legis concertats), un centre de formació d’adults i extensions de centres d'educació especial, consolidant-se com a capital educativa de la comarca.
Entre les altres infraestructures destacades hi ha el Mercat Cobert d'Inca, un edifici municipal on diàriament s’hi venen productes frescs alimentaris; el recinte firal del Quarter General Luque, antic quarter militar ara reconvertit parcialment en espais culturals, esportius i administratius; i diverses instal·lacions esportives.

## Patrimoni i cultura

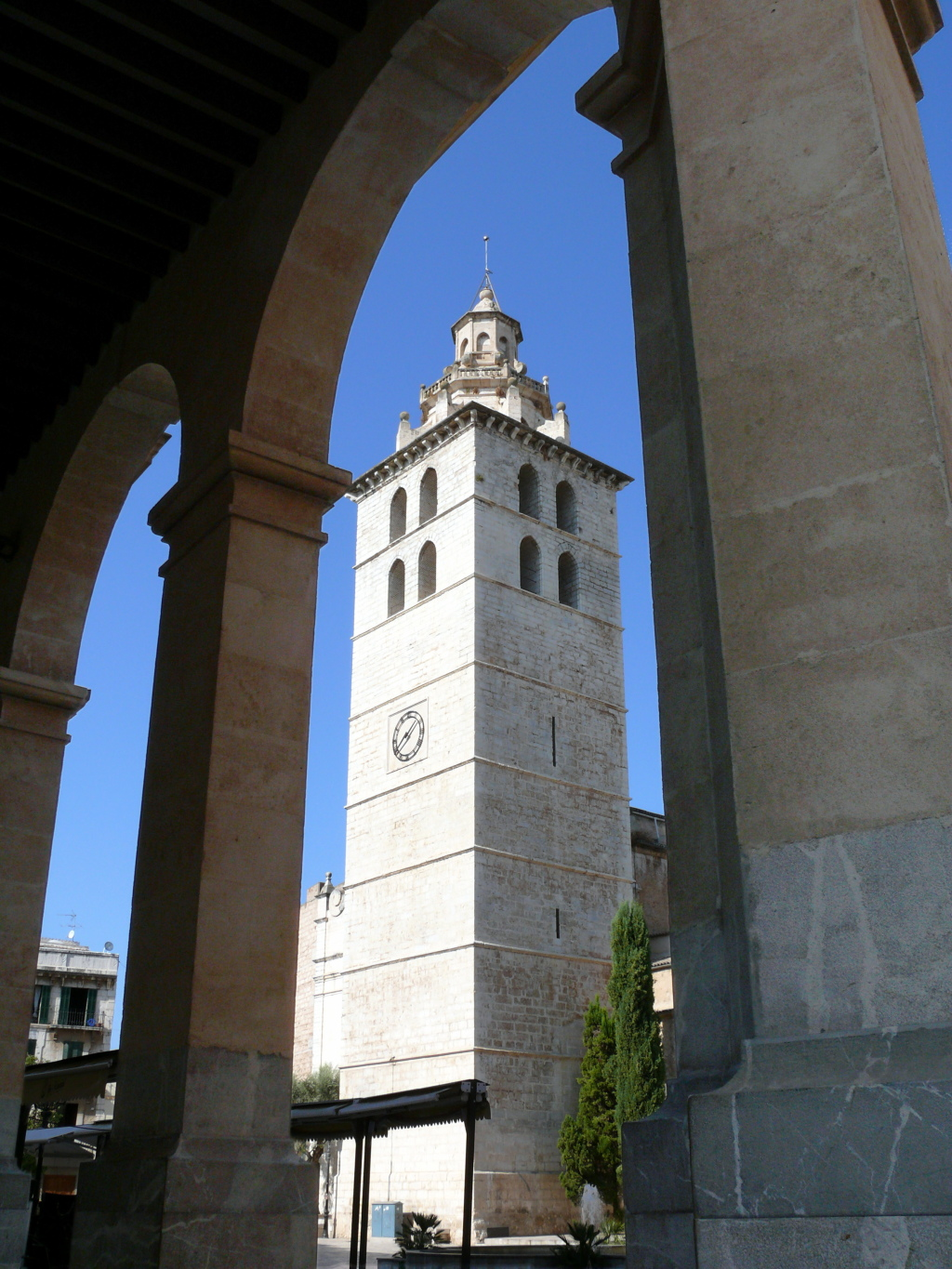
Santa Maria Major
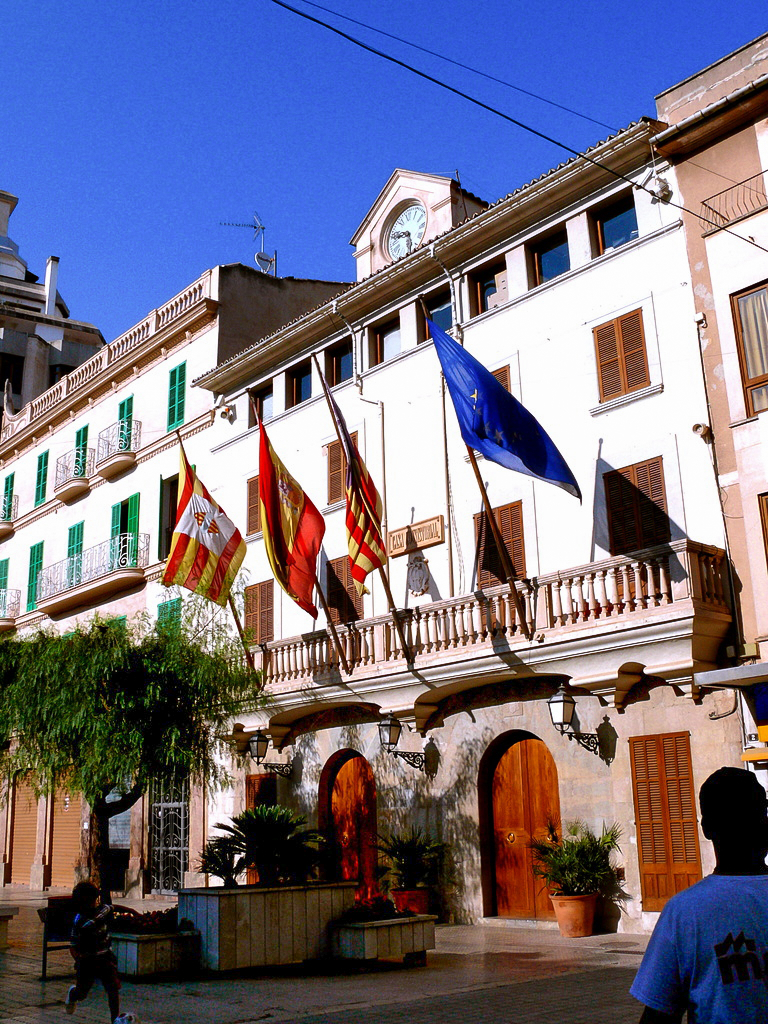
Ajuntament d'Inca
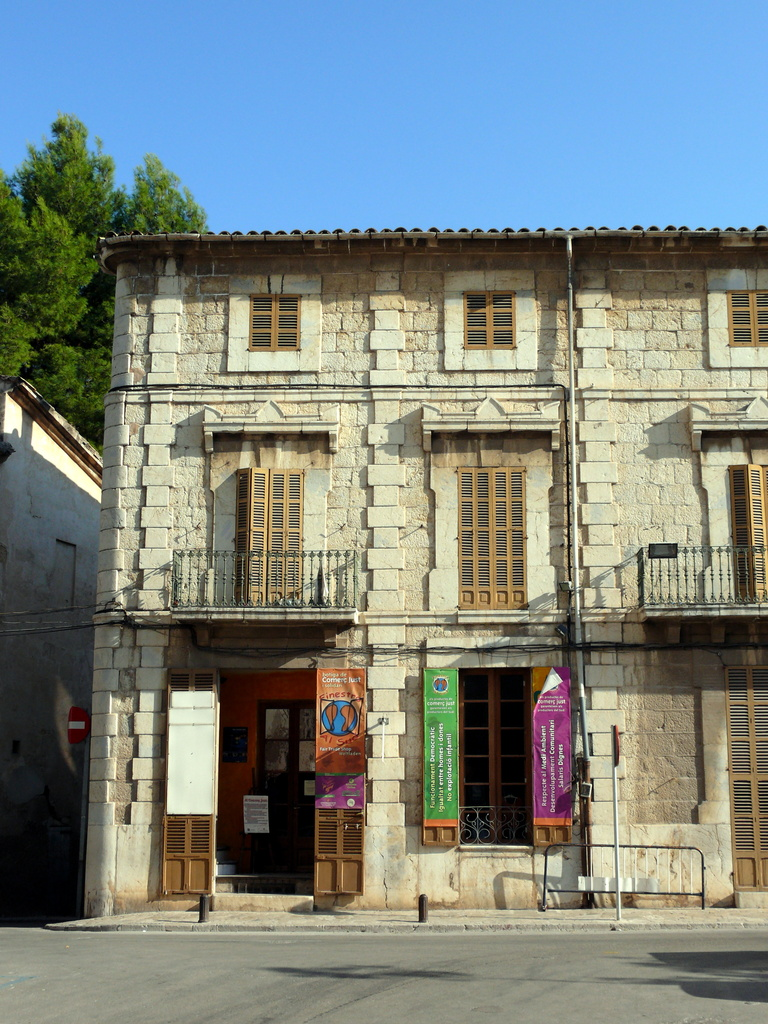
Ca ses Domingues
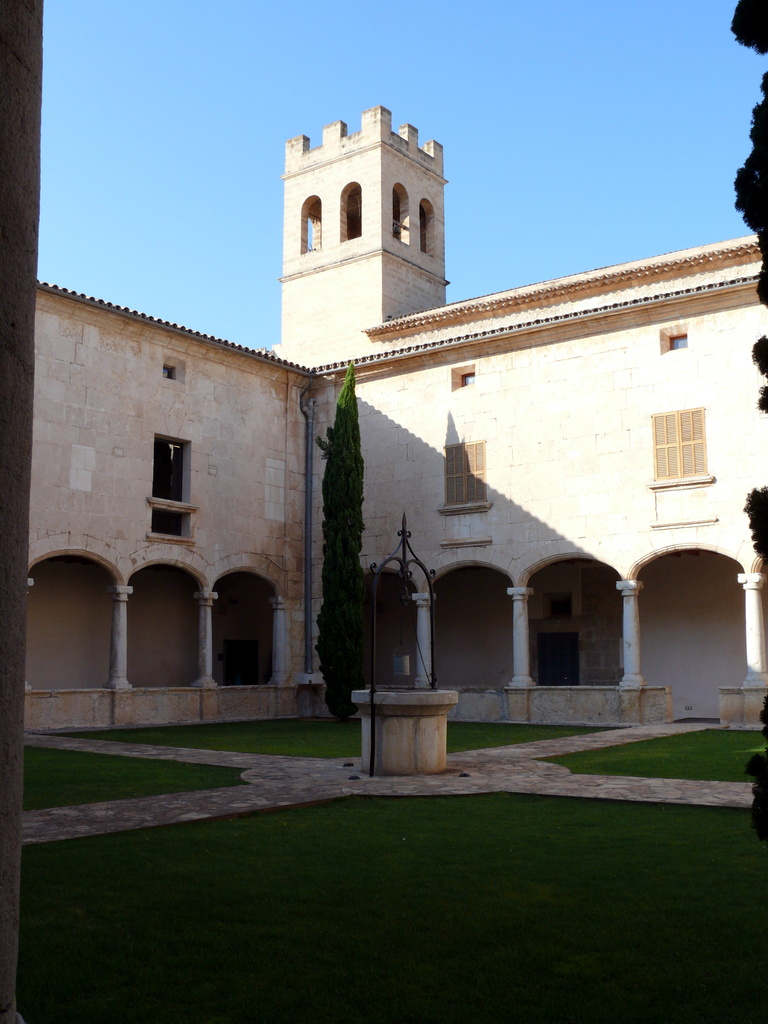
Claustre de Sant Domingo
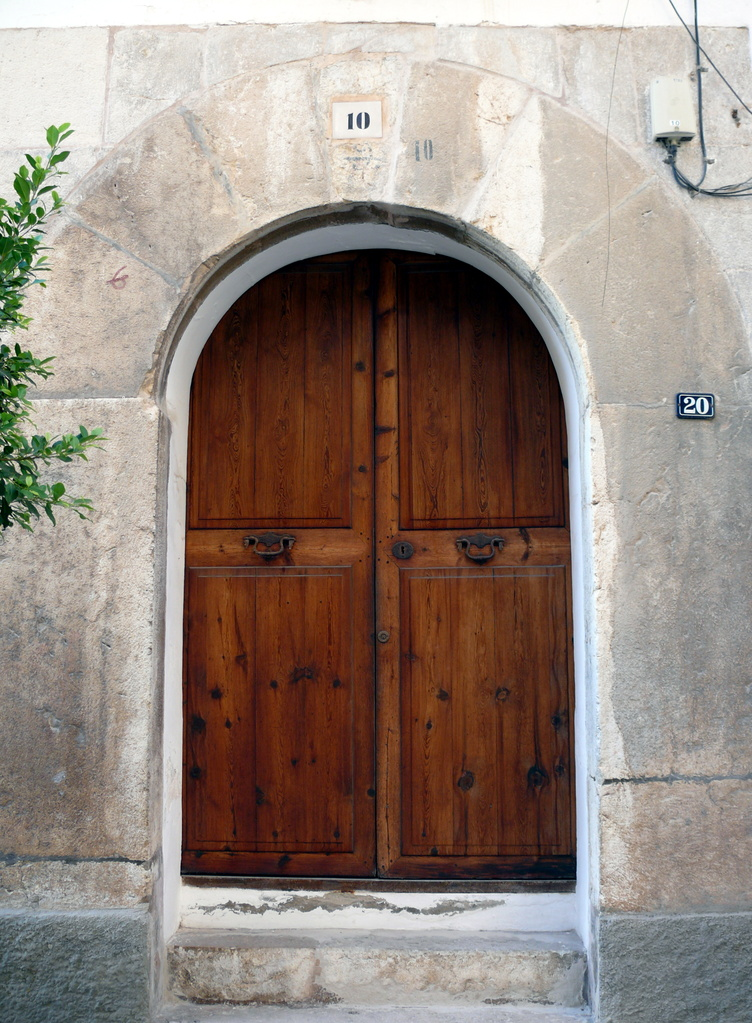
Cas Català
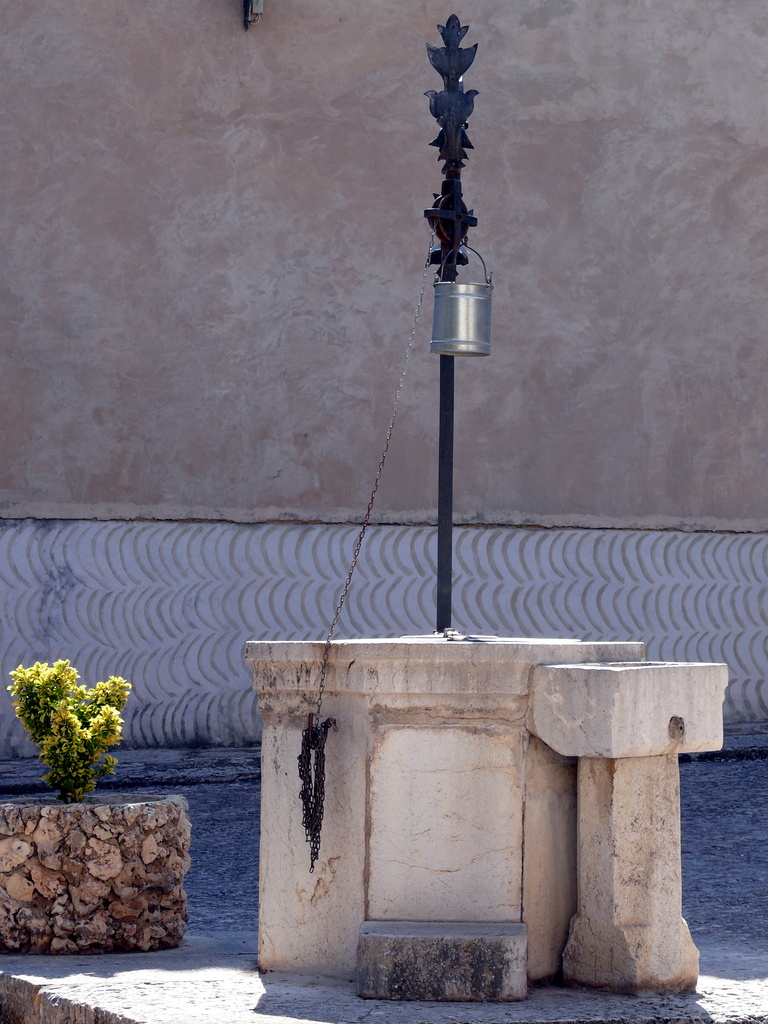
Convent de les Monges de Sant Jeroni (Monges Tancades)
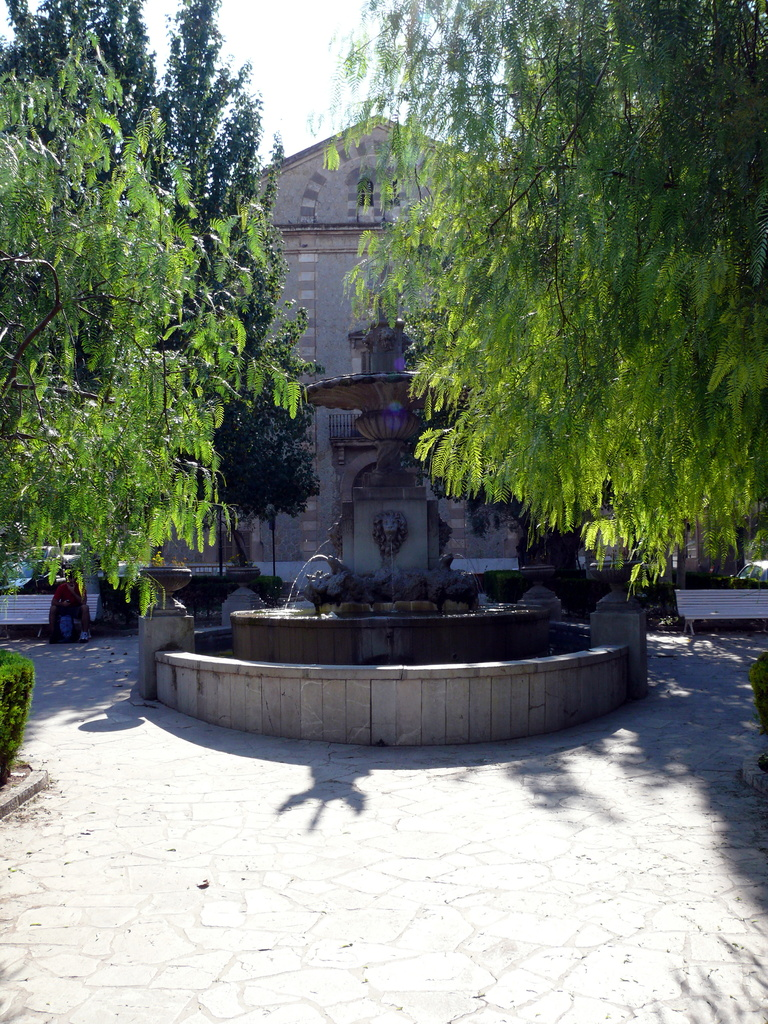
Plaça Orient
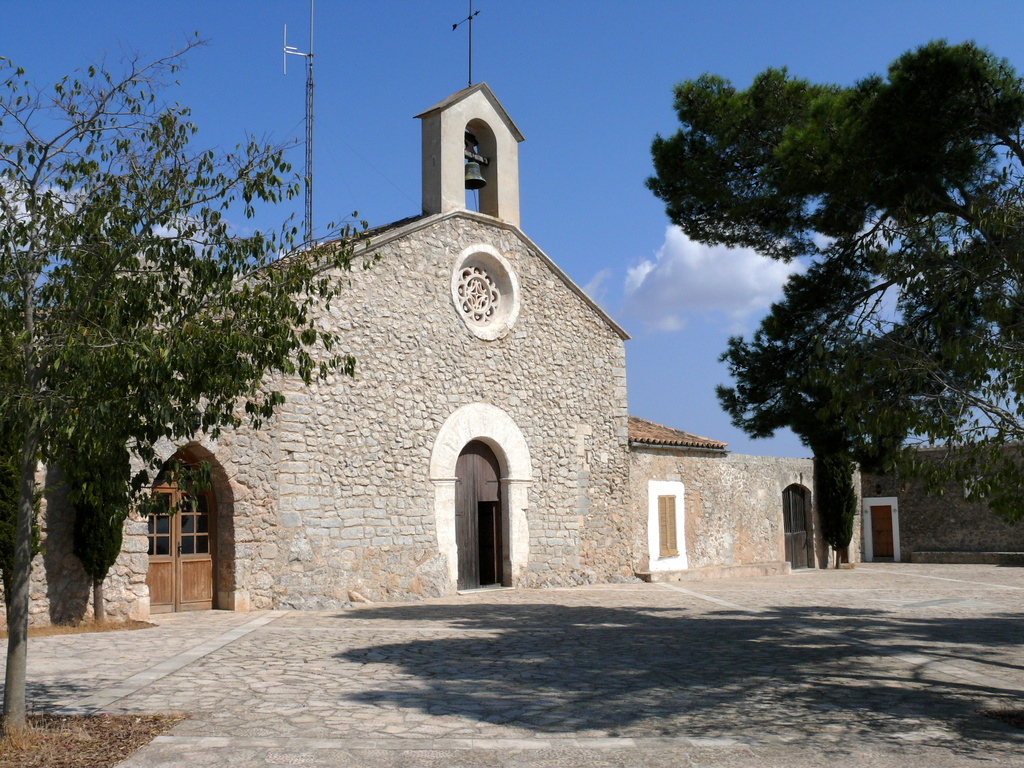
Ermita de Santa Magdalena
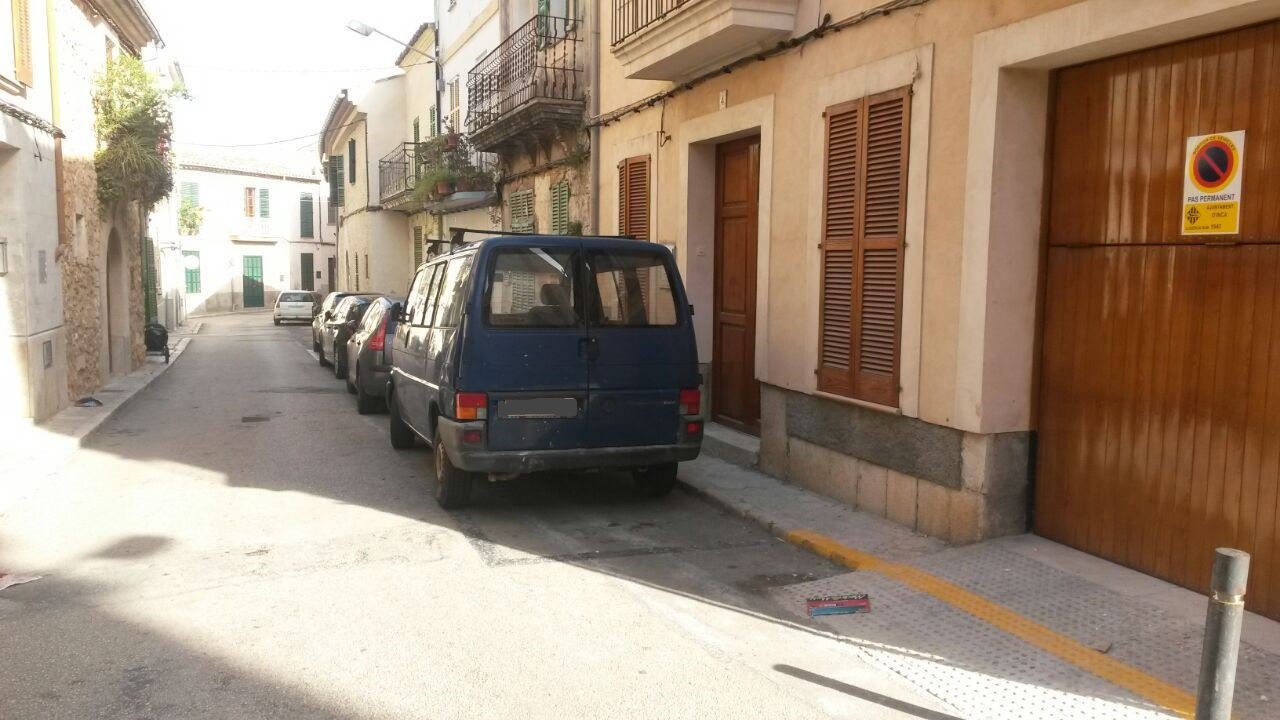
Call Jueu d'Inca

Al centre de la ciutat s’alça l'església parroquial de Santa Maria Major, temple barroc construit al segle xviii sobre una antiga església gòtica. D'aquesta església en destaca un retaule gòtic de la Mare de Déu (1373), obra del pintor mallorquí Joan Daurer, així com el seu imponent campanar. Un altre edifici religiós notable és el Claustre de Sant Domingo (segles xvii–xviii), antic convent dominic avui reconvertit en espai cultural on se celebren exposicions i esdeveniments. Igualment, el Claustre de Sant Francesc (segle xiv) –pertanyent al convent franciscà– és un dels claustres més antics de l'illa i actualment acull activitats culturals diverses. Un monument singular és el Monestir de Sant Bartomeu, fundat el 1530 i conegut popularment com el convent de “ses monges tancades”, on encara hi resideix una comunitat de monges jerònimes de clausura. Als afores, dalt d'un turó de 287 metres, s'hi troba l'ermita de Santa Magdalena, amb orígens al segle xiiii reconstruïda al segle xx.
Entre la arquitectura civil d'Inca destaca l'Ajuntament o Casa Consistorial, un edifici senyorial situat a la plaça d'Espanya, i diverses cases senyorials i cellers disseminats pel nucli antic. Avui dia, molts s’han reconvertit en restaurants. La presència d'aquests cellers mostra la tradició vitivinícola que tingué Inca en el passat, abans que la plaga de la fil·loxera al segle xix arrasés les vinyes de la comarca.
Pel que fa als equipaments culturals, Inca compta amb el Museu del Calçat i de la Indústria, un museu municipal dedicat a la història de la sabata i la pell a Mallorca. Aquest museu, inaugurat l'any 2018 i ubicat a l'antic quarter militar General Luque (un edifici modernista de principis del segle xx rehabilitat), exhibeix màquines, eines, fotografies i una col·lecció de calçat tradicional i modern. El Museu del Calçat ha estat reconegut a nivell europeu pel seu innovador muntatge expositiu i va rebre el premi Siletto al museu europeu de l'any 2022. Altres espais culturals inclouen el Centre d'Art Sa Quartera, la Fàbrica Ramis (antic espai industrial reconvertit en centre cultural i de negocis) i la biblioteca municipal, ubicada al claustre de Sant Domingo.

### Esdeveniments
- Diumenge de l'Àngel: pancaritat a l'ermita de Santa Magdalena[19]
- 30 de juliol: festes patronals de Sant Abdon i Sant Senén[19]
- Quart diumenge després de Sant Lluc (18 d'octubre): festes patronals de Santa Maria Major[20]
- Dijous després de Santa Maria Major: Dijous Bo, la fira d'Inca i l'esdeveniment més important de la ciutat[20]

El mercat setmanal de la ciutat és els dijous

## Personatges il·lustres
- Gabriel Llompart i Jaume (1862-1928) – Bisbe mallorquí que exercí successivament a Tenerife, Girona i Mallorca. Ordenat sacerdot el 1886, es doctorà en Teologia i Dret Canònic i fou canonge de la catedral de Mallorca. Nomenat bisbe de Tenerife el 1918, el 1922 passà a Girona, però el seu catalanisme li valgué el trasllat a Mallorca el 1925.
- Gabriel Buades i Pons (1903-1938), obrer anarquista i pacifista mallorquí. Sabater de professió, es vinculà des de jove a l’anarcosindicalisme i s'exilià a París durant la dictadura de Primo de Rivera, tornà a Inca el 1931, on liderà el sindicat sabater La Justicia i fundà l'Ateneu Cultural d'Inca. Empresonat el 1936, fou condemnat a mort en un judici sumari i afusellat el 2 de juliol de 1938.
- Miquel Fluxà Rosselló (1938) – Empresari turístic, president i fundador del grup hoteler Iberostar. Procedent d'una família hereva d'una important indústria sabatera local, Fluxà ha esdevingut un promotors del sector hoteler a nivell internacional, tot mantenint els vincles amb la ciutat natal.
- Cristòfol Soler i Cladera (1956) – Polític, president del Govern Balear entre 1995 i 1996. Nascut a Inca i membre del Partit Popular en aquella època, Soler ocupà la presidència autonòmica succeint Gabriel Cañellas. Posteriorment ha estat vinculat a moviments pel sobiranisme mallorquí.
- Francina Armengol Socías (1971) – Política socialista, presidenta del Govern de les Illes Balears (2015–2023) i, des de 2023, presidenta del Congrés dels Diputats d'Espanya. Armengol, nascuda a Inca i filla d'una nissaga de farmacèutics de la ciutat, ha estat la primera dona en presidir el govern autonòmic balear.
- Mateu Cañellas Martorell (1972) – Atleta i polític. Nascut a Inca, Cañellas destacà com a migfondista (campió d'Espanya de 1.500 metres el 1997) abans d'entrar en política; va ser conseller d'Esports del Govern Balear (2007–2010). El poliesportiu municipal d’Inca porta el seu nom.
- Catalina Corró Lorente (1995) – Nedadora de competició, ha estat campiona d'Espanya en diverses modalitats de natació (estils i crol) i va formar part de l’equip nacional espanyol, arribant a competir a l’europeu i aconseguint medalles a nivell estatal. L'any 2022 anuncià la seva retirada esportiva i l’Ajuntament d’Inca li dedicà el nom de les piscines municipals.

A més a més, cal esmentar altres fills il·lustres d'Inca com Antoni Torrandell (1899–1963), compositor de música clàssica; Gabriel Llompart (1937), historiador de l'art i eclesiàstic; Joan Sastre (1991), jugador professional de bàsquet a l'ACB; o Cintia Rodríguez (1994), gimnasta olímpica que va representar Espanya als Jocs Olímpics de Tòquio 2020.